# María Prado
María Prado (Chihuahua, 20 de novembro de 1947) é uma atriz mexicana.

## Filmografia

### Telenovelas
- Mi camino es amarte (2022-2023) - Nelida
- Mi fortuna es amarte (2021-2022) - Juana "Juanita"
- Contigo Sí (2021) .... Concepción Gutiérrez "Mamá Conchita"
- Vencer el pasado (2021-2022) .... Nieves Ochoa
- La mexicana y el güero (2021) .... Enfermeira Dulce
- Médicos (2019) .... Ramona
- Un poquito tuyo (2019) .... Rocío
- Por amar sin ley (2018) .... Participação especial
- El vuelo de la victoria (2017) .... Sra. Nájera
- Muy padres (2017) .... Carmelita
- Mi adorable maldición (2017) .... Presidiária
- Un camino hacia el destino (2016) .... Diretora do orfanato
- Corazón que miente (2016) ....  Antonia
- Simplemente María (2015-2016)
- Hasta el fin del mundo (2014-2015) .... Miguelina Ávila
- Mentir para vivir (2013) .... Elvira
- Amores verdaderos (2012) .... Jovita
- Una familia con suerte (2011) .... Passageira de ônibus
- La Fuerza del Destino (2011) .... Gloria
- Soy tu dueña (2010) .... Griselda
- Mi pecado (2009) .... Rita López
- Mañana es para siempre (2008 - 2009) .... Dominga Oliveira Chaves
- Destilando amor (2007) .... Doña Josefina "Jose" Chávez
- Heridas de amor (2006) .... Tomasa Aguirre
- Sueños y caramelos (2005) .... Lucha
- Amarte es mi pecado (2004) .... Cholé Ocampo
- Las vías del amor (2002) .... Azalia Sánchez
- La otra (2002) .... Martina Rubio
- Salomé (2001 - 2002) .... Nina
- La intrusa (2001) .... Zenaida
- El precio de tu amor (2000) .... Doña Licha
- Tres mujeres (1999 - 2000) .... Meche
- Infierno en el paraíso (1999) .... Doña Mary
- El diario de Daniela (1998 - 1999) .... Doña Emma
- Rencor apasionado (1998) .... Malvis Del Río
- Alguna vez tendremos alas (1997) .... Matilda
- Bendita mentira (1996) .... Ruperta
- Marisol (telenovela mexicana) (1996) .... Doña Chancla
- María la del barrio (1995) .... Rosenda
- Sueño de amor (1993) .... María
- Muchachitas (1991) .... Rosa Rivas
- Alcanzar una estrella II (1991) .... Clara Puente
- Alcanzar una estrella (1990) .... Doña Teresa "Tere"
- Balada por un amor (1989-1990) .... Fulgencia
- Dulce desafío (1988) .... Julia Pacheco
- Muchachita (1986) .... Nicolasa
- La traición (1984) .... María
- Mañana es primavera (1983) .... Trini

### Filmes
- Reclusorio (1997) .... Moradora de rua
- Trébol negro (1996)
- Los cargadores (1995)
- Al caer la noche (1992)
- Traficantes de niños (1992)
- Los panaderos (1992)
- Don Herculano anda suelto (1992)
- Jóvenes perversos (1991)
- Las andanzas de Agapito (1991)
- Maverick... Lluvia de sangre (1991)
- La rata (1991)
- Dando y dando (1990)
- Dios se lo pague (1990)
- El reportero (1990)
- Compadres a la mexicana (1990) .... Mãe de Luis Miguel
- Comezón a la mexicana (1989)
- La ley de las calles (1989)
- La venganza de Don Herculano (1989)
- Al margen de la ley (1989) .... Doña Meche
- Pobres ricos (1989)
- El placer de la venganza (1988)
- Noche de buitres (1988)
- Las viejas de mi compadre (1987)
- Matanza de judiciales (1987) .... Lupe
- Hallazgo sangriento (1985)
- Los renglones torcidos de Dios (1983)
- Hombres de tierra caliente (1983)
- Un adorable sinvergüenza (1983)
- Los hijos de Peralvillo (1983)
- 41 el hombre perfecto (1982)
- ¡El que no corre... vuela! (1982) .... La Alacrana
- Los gemelos alborotados (1982)
- El ánima de Sayula (1982)
- Hilario Cortés, el rey del talón (1980)
- El Coyote y la Bronca (1980)
- Nora la rebelde (1979)
- Prisión de mujeres (1977) .... Mayora Bejarano
- El esperado amor desesperado (1976) .... Guille
- Renuncia por motivos de salud (1976) .... Secretária de Gustavo
- La venida del rey Olmos (1975)
- La trenza (1975) .... Consuelo

### Séries de TV
- La rosa de Guadalupe
- Como dice el dicho
- Adictos (2009)
- Vecinos (2008) .... Katita
- La jaula (2004) .... Professora de golfe
- La familia P. Luche (2002) .... Azalia (episódio "La sirvienta")
- Mujer, casos de la vida real (1988 -2006) .... María (15 episódios)
- Las travesuras de Paquita (1984)